# Aktion Eichhörnchen
Die Aktion Eichhörnchen war eine 1961 vom deutschen Bundesernährungsministerium ins Leben gerufene Initiative, die Privathaushalte zum Anlegen eines Nahrungsmittel-Notvorrats bewegen sollte. Dies sollte die Versorgung der Bevölkerung bei Krisen und Katastrophen sichern, vor allem aber im Fall eines Krieges zwischen der NATO und dem Warschauer Pakt, der sich auf deutschem Boden abgespielt hätte (siehe Kalter Krieg).
Jeder Haushalt wurde aufgerufen, einen Krisenvorrat anzulegen, mit dem er 14 Tage lang ohne Versorgung von außen seine Mitglieder ernähren können sollte. Dieser Vorrat sollte vor allem die Zeit bis zum Aufbau einer funktionierenden Rationierung von Lebensmitteln überbrücken.
Trotz eines erheblichen Werbeaufwands (Ausgaben in den ersten drei Jahren jeweils zwischen 1,2 und 1,5 Millionen Mark), bei dem das Eichhörnchen als Namensgeber und Symboltier der Aktion eine zentrale Rolle spielte, blieben die Aufrufe weitgehend ohne Wirkung. Der zentrale Slogan „Denke dran, schaff Vorrat an“ verfehlte seine Wirkung. 1964 verfügten nach Angaben des Ernährungsministeriums nur zwei bis drei Prozent der Haushalte über Vorräte, die dessen Vorgaben entsprachen.
Das Ernährungsministerium empfahl ein System, bei dem Konserven und andere haltbare Lebensmittel mit Nummern versehen und dementsprechend aufgebraucht und erneuert werden sollten. Dieser Vorschlag stieß jedoch auf wenig Gegenliebe in der Bevölkerung. Kritisiert wurden vor allem Kosten und Aufwand der Lagerhaltung, insbesondere für Großfamilien mit beengtem Wohnraum, sowie das Aufbrauchen der wenig schmackhaften Konservennahrung in regelmäßigen Abständen. Zu der Aktion befragte Bürger äußerten sich auch fatalistisch: Sollte es in Europa zu einem Krieg kommen, dann würde es ein Atomkrieg sein der zur völligen Auslöschung Europas führe – unter diesen Umständen würden auch Lebensmittelvorräte nichts mehr nützen.